# Alenka Moder Saje
Alenka Moder Saje,  slovenska prevajalka, * 1. december 1944.
Prevaja sodobno ameriško, angleško in francosko leposlovje. 

## Nagrade
- Sovretova nagrada za prevod zbirke novel južnoafriške pisateljice Nadine Gordimer (1994)